# Озонирование
Озонирование — технология очистки, основанная на использовании газа озона — сильного окислителя. Озонатор вырабатывает озон из кислорода, содержащегося в атмосферном воздухе. При производстве озона желательно удалять влагу из воздуха, иначе в озонаторах с технологией «горячего» озона (150 градусов Цельсия) в результате конденсации при охлаждении будет образовываться азотная кислота. От этого эффекта практически избавлены генераторы озона нового поколения, вырабатывающие озон при температуре до 65 градусов Цельсия. Вещества, подвергшиеся окислению, могут перейти в газообразную фазу, выпасть в осадок или не представлять такой опасности, как исходные вещества.

## Преимущества озонирования
- Озон уничтожает все известные микроорганизмы: вирусы, бактерии, грибки, водоросли, их споры, цисты простейших и т. д.
- Не существует устойчивых к озону форм микробов[1].
- Остаточный озон стерилизует поверхность резервуара.
- Озон действует очень быстро — в течение секунд[1].
- Озон удаляет некоторые запахи и привкусы, которые некоторым людям кажутся неприятными.
- Озонирование не придаёт дополнительных вкусов и запахов[1].
- Озонирование не изменяет кислотность воды и не удаляет из неё необходимые человеку вещества.
- Остаточный озон быстро превращается в кислород (O2).
- Озон вырабатывается только рядом с местом применения, поскольку его хранение и транспортировка затруднены. Для выработки озона нужен свободный газообразный кислород.
- Озон уничтожает известные микроорганизмы в 300—3000 раз быстрее, чем любые другие дезинфекторы[1].
- При озонировании сточных вод содержание химических уязвимых к озону соединений в составе воды снижается до уровня ПДК[2] (за счёт выпадения в осадок).

## Недостатки озонирования
- Высокая стоимость озонатора и процесса озонирования.
- Недостаточная способность озона к разрушению фенольных соединений.
- Неспособность озона в достаточной мере уничтожать сухой остаток[2].
- Озон является очень сильным окислителем и потому ядовит. Он относится к высокому классу опасности вредных веществ, поэтому его использование должно контролироваться специальными датчиками.
- При озонировании образуется канцерогенный формальдегид, количество которого необходимо контролировать.
- Озонированная вода обладает слабой остаточной дезинфицирующей способностью, поэтому озонирование не пригодно в городах с длинными водопроводными сетями. В городах для обеспечения остаточной дезинфицирующей способности воды после озонирования применяется дополнительное хлорирование воды.

## Использование озонирования
Озонирование широко используется для
- обработки воды и воздуха
- устранения въевшихся запахов
- борьбы с плесенью и гнилью
- увеличения срока хранения скоропортящихся продуктов
- обеззараживания общественных помещений
- стерилизации текстильных принадлежностей (пух, шерсть и т. д.)
- борьбы с вредителями
- устранения запахов и дезинфекции в салоне автомобиля